# Dietrich Balzer
Dietrich Balzer (* 9. November 1941 in Brandenburg (Havel)) ist ein deutscher Automatisierungsingenieur, Professor für Prozesssteuerung und Industriemanager. Er gehört zu den Pionieren der Prozesssteuerung und ist Mitbegründer der Ausbildung von Diplom-Ingenieuren auf diesem Fachgebiet in Deutschland.

## Ausbildung
Dietrich Balzer wurde in Brandenburg an der Havel geboren, besuchte von 1948 bis 1956 hier die Grundschule und legte 1960 in Halle (Saale) das Abitur ab.
Balzer studierte am traditionsreichen „Leningrader Technologischen Institut“  (heute: Technologische Universität St. Petersburg), eine der ältesten Technischen Hochschulen Europas, an der im 19. Jahrhundert bereits Dmitri Iwanowitsch Mendelejew gelehrt hatte.  Im Jahre 1965 schloss Balzer dort sein Studium in der Fachrichtung „Automatisierung technologischer Prozesse“ mit einer Diplomarbeit ab. Am gleichen Institut verteidigte er 1968 seine Dissertation zum Thema  „Steuerung eines Ammoniakreaktors nach dem Temperaturfeld“. Der wissenschaftliche Betreuer war Boris Vladimirovitsch Iljin, Lehrstuhl für die Automatisierung technologischer Prozesse.
Im Jahre 1976 folgte seine Habilitation (Promotion B) an der Technischen Hochschule Leipzig zum Thema „Optimale Steuerung verfahrenstechnischer Systeme“, verbunden mit der Verleihung des akademischen Grades Dr. sc. techn. (heute: Dr.-Ing. habil.). Gutachter waren die Professoren Klaus Hartmann, Manfred Peschel, P. G. Romankov und Wolfgang Schäfer.
Balzer lebt am Stadtrand von Berlin. Er ist seit 1966 mit der promovierten Chemikerin und Umweltwissenschaftlerin Ludmila Balzer (* 1942) verheiratet. Das Ehepaar hat einen Sohn.

## Industrie

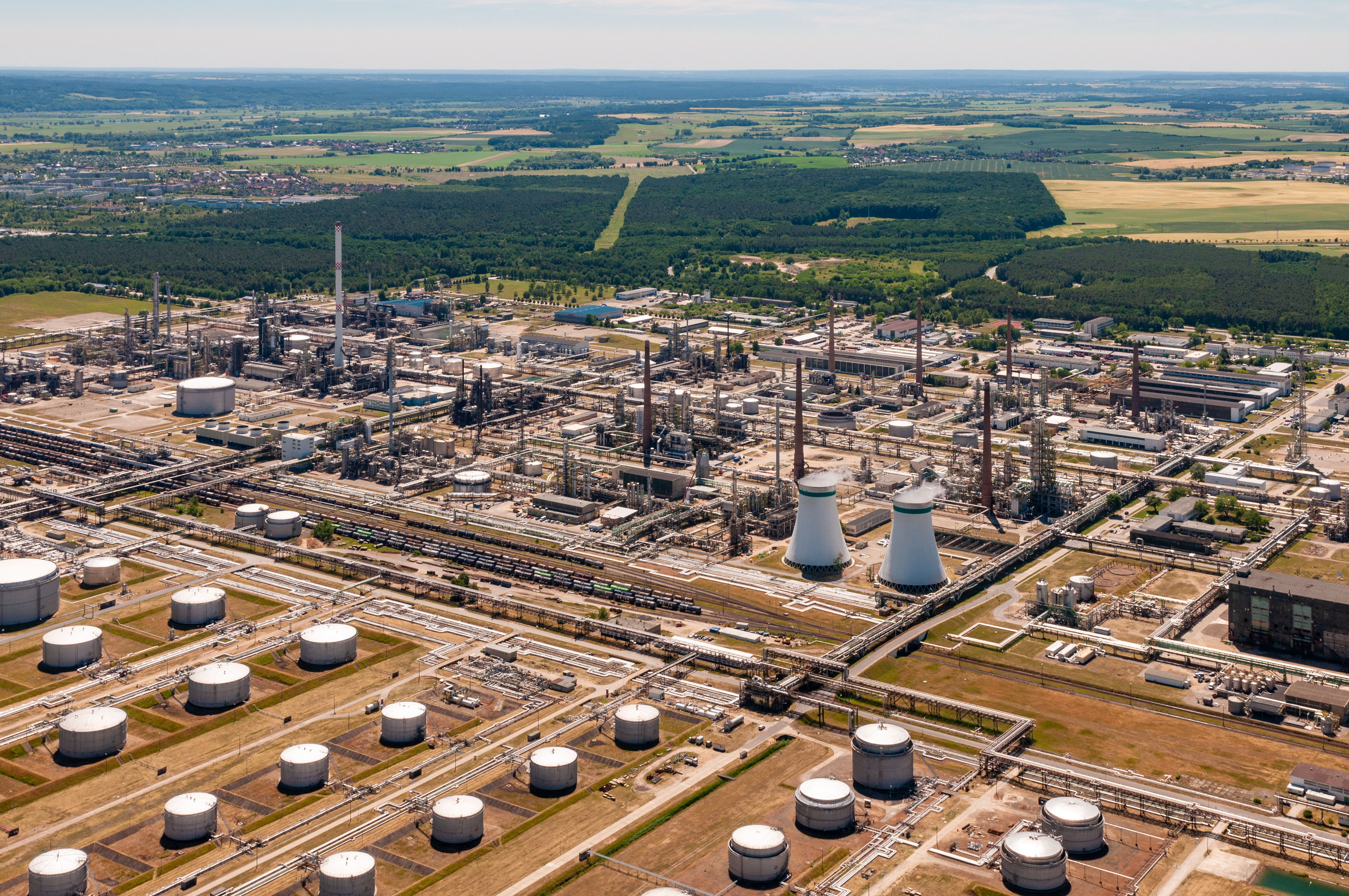
PCK Schwedt (Oder)

Balzer ist langjährig in der Industrie wirksam und übte insbesondere leitende Tätigkeiten in der Entwicklung und im Vertrieb in folgenden Unternehmen aus: Petrolchemisches Kombinat (PCK) Schwedt (Oder), Westinghouse Electric Corporation Frankfurt (Main), ELPRO Berlin und AUCOTEAM Berlin. Er ist Geschäftsführer der Firma PROSYS GmbH.
Seine Arbeitsschwerpunkte waren bzw. sind:
- Prozessautomation in der Verfahrens-, Energie- und Umwelttechnik
- Mathematische Modellierung und Optimierung
- Informationssysteme für die automatische Unternehmungsführung
- Qualitätsmanagement
- Nationale und internationale (Russland, Asien, Nahost) Geschäftstätigkeit auf dem Gebiet der Leit- und Energietechnik für verfahrenstechnische und umwelttechnische Anlagen.

Von besonderer Bedeutung waren die Pionierarbeiten bei der Einsatzvorbereitung und beim Betrieb des ersten hierarchisch strukturierten Prozessrechnersystems in Deutschland im Petrolchemischen Kombinat (heute: PCK-Raffinerie) in Schwedt/Oder gemeinsam mit Klaus Hartmann, der später auf den Lehrstuhl für Systemverfahrenstechnik an die TH Leuna-Merseburg berufen wurde,  und mit Gunter Reinig, der später als Hochschuldozent an die TU Dresden am Lehrstuhl von Heinz Töpfer und danach auf einen eigenen Lehrstuhl an die Ruhr-Universität Bochum berufen wurde. Schwerpunkte waren dabei die erstmalige Projektierung als großes Unternehmensleitsystem und die Erstellung der innovativen und umfangreichen Applikationssoftware.
Balzer war im Rahmen seiner Industrietätigkeit z. B. an folgenden staatlich geförderten Forschungs- und Entwicklungsprojekten, die in der Regel  Kooperationsprojekte von wissenschaftlichen Einrichtungen und Industriebetrieben waren, leitend beteiligt und hat diese zum großen Teil selbst initiiert:
- „Mobile Leittechnik“ (2000–2003, Berliner Innovationsprogramm)
- „Neue Generation leittechnischer Systeme“ (2002–2004, Berliner Zukunftsfonds)
- „Intelligente Steuerung einer integrierten Abfallentsorgung und Energieversorgung einer Kommune“ (2003–2005, PROINNO, BMWi)
- „IT-basierte Systeme und Verfahren für die sichere Produktion“ (2003–2006, Berliner Innovationsprogramm)
- „Virtual Automation Networks“ (2005–2009, EU-Projekt)
- Modellgestützte Prozessführung für thermische Abfallverwertungsanlagen am Beispiel einer Pilotanlage (2006–2009, INNO-WATT, BMWi)
- Operative wissensbasierte Steuerung von Biogasfermentern unter Verwendung von Informationen über das biotechnologische Belastungspotenzial (2009–2012, ZIM, BMWi)
- „Optimale Auslegung und Steuerung von Horizontalfermentoren (Systeme mit verteilten Parametern) für die Vergasung pflanzlicher, halmgutartiger Biomassen“ (2011–2014, ZIM, BMWi).

## Hochschule
Balzer wurde 1978 als Professor berufen auf den Lehrstuhl für Prozessrechentechnik an der Technischen Hochschule Leipzig in der Sektion „Automatisierungsanlagen“ (Sektionsdirektor: Werner Richter) mit folgenden Arbeitsgebieten in Lehre und Forschung:
- Prozessleittechnik
- Informatik und künstliche Intelligenz
- Verfahrens- und Energietechnik.[2]

In diesem Zusammenhang erfolgte eine persönliche wissenschaftliche Betreuung von 5 Habilitationen, 19 Promotionen zum Dr.-Ing. und mehr als 125 Diplomarbeiten.

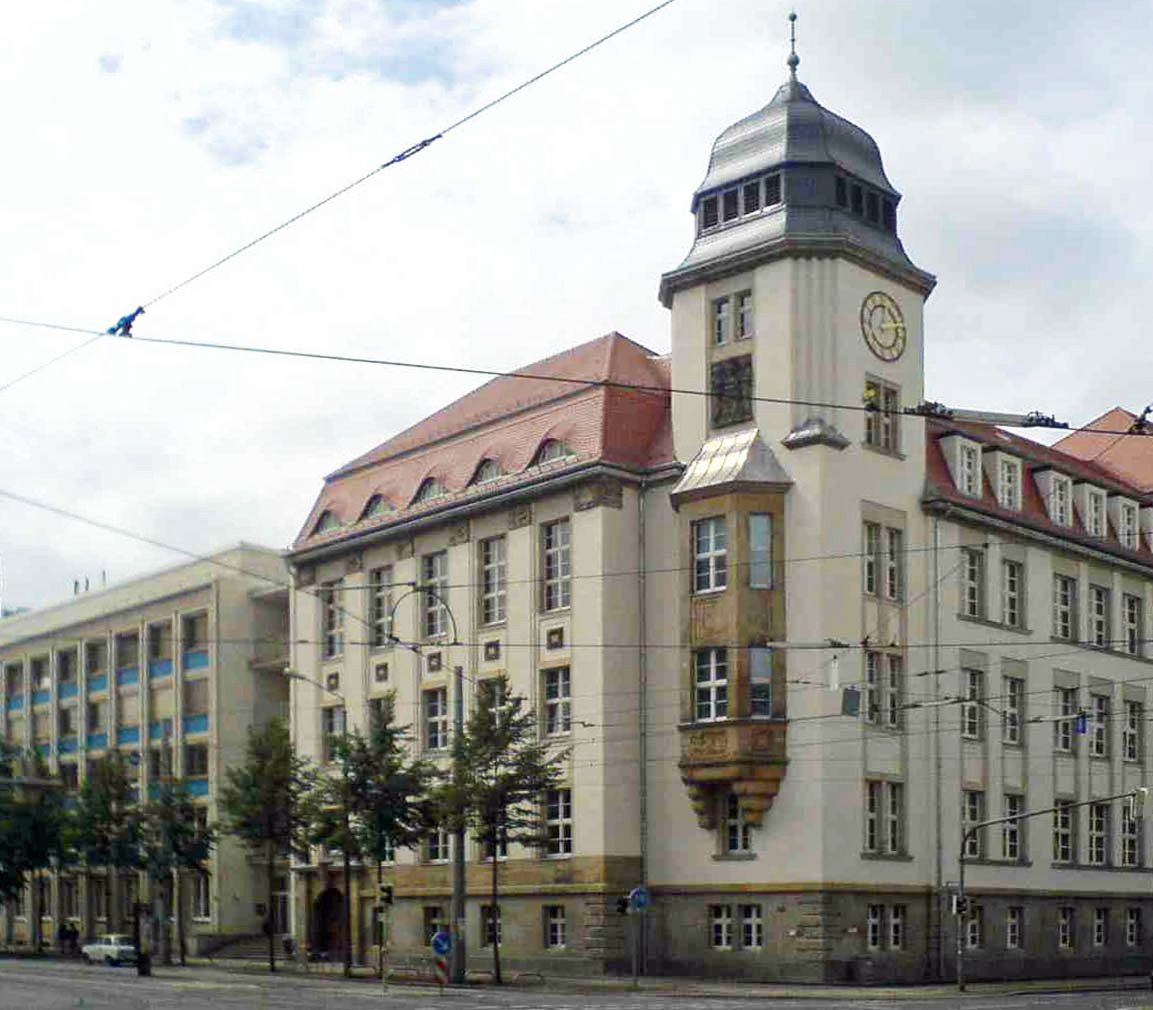
Leipzig, Karl-Liebknecht-Straße 132, ehemaliger Hauptsitz der Hochschule für Bauwesen, dann der TH Leipzig, heute HTWK-Hauptgebäude und Amtssitz des Rektors (Geutebrückbau)

Balzer war neben seiner Tätigkeit als Lehrstuhlinhaber zeitweilig auch Prorektor für Natur- und Technikwissenschaften sowie Rektor der Technischen Hochschule Leipzig in der Nachfolge von Wolfgang Altner. In den Funktionen als Prorektor und Rektor von 1980 bis 1990 waren folgende hochschulstrategische Aufgaben Schwerpunkte seiner Tätigkeit:
- Sicherung der Einheit von Lehre und Forschung in Übereinstimmung mit dem Humboldtschen Bildungsideal. Es wurde besonderer Wert darauf gelegt, dass die Hochschullehrer ihre neusten Forschungsergebnisse in die Lehrveranstaltungen integrieren. Diesem Ziel war u. a. auch der Industrie-Hochschul-Komplex „Anlagenautomatisierung“ gewidmet (Verantwortlich: Werner Richter, Werner Bennewitz). Studenten der Sektion „Automatisierungsanlagen“ waren im Rahmen ihrer Diplom- und Praktikumsarbeiten in Forschungs- und Entwicklungsprojekte integriert. Ähnlich geartete Transfer-Einrichtungen wurden auch auf den Gebieten des Elektroanlagenbaus (Hochschul-Industrie-Forschungsgruppe Elektroenergieanlagen; verantwortlich: Siegfried Altmann, Wolfgang Löschner), des Bauingenieurwesens und der Polygrafie geschaffen.
- Stärkung der naturwissenschaftlichen Basis der technischen Wissenschaften. Zu diesem Zweck wurde eine Sektion „Naturwissenschaften“ gegründet (Gründungsdirektor: Hartmut Baumbach). Schwerpunkte dieser Sektion war die Lehre  auf den Gebieten Physik und Chemie sowie die Bearbeitung von Forschungsthemen in Kooperation mit den Sektionen des Bauingenieurwesens, des Elektroingenieurwesens, der Energietechnik und der Polygraphie.
- Entwicklung einer „Allgemeinen Technologie“ als eigenständige Wissenschaftsdisziplin und als Lehr- und Forschungsgegenstand. Das Ziel bestand in der Stärkung der technologischen Ausrichtung der Hochschule. Unter Mitwirkung aller Sektionen der Hochschule  wurden regelmäßig zu diesem Thema Kolloquien unter Einbeziehung auswärtiger Wissenschaftler durchgeführt.
- Profilierung einer Fachrichtung „Bauautomatisierung“. In Kooperation zwischen den Sektionen des Bauingenieurwesens und der Sektion „Automatisierungsanlagen“ wurde damit eine neue Lehr- und Forschungsrichtung geschaffen (Verantwortlich: Werner Kriesel).
- Einrichtung einer Fachrichtung „Rekonstruktion im Bauwesen“. Diese neue Fachrichtung (Verantwortlich: Wolfgang Wittig) entsprach den aktuellen Bedürfnissen  der Industrie und der Kommunen und integrierte alle bauwissenschaftlichen Kompetenzen der Hochschule.
- Entwicklung der „Software-Technologie“. Durch die Anwendung der Mikroelektronik und der  Informatik in allen Wissenschaftsdisziplinen ergab sich ab den 1970er Jahren die Notwendigkeit, die Software-Technologie als selbständige Wissenschaftsdisziplin zu profilieren. Schwerpunkt war dabei die Anwendung wissensbasierter Systeme im Bauwesen und bei der Lösung höherer Automatisierungsaufgaben in der Anlagenautomatisierung.
- Erforschung der Geschichte der technischen Wissenschaften und Traditionspflege. Schwerpunkte waren dabei die Schaffung und Pflege eines Museums für Automatisierungstechnik (Begründer: Hans Rohr[3], Sektion Automatisierungsanlagen, Wissenschaftsbereich Regelungstechnik (Leiter: Herbert Ehrlich); gegründet 1996 als „Automatikmuseum“[4]) und die Erforschung der Tätigkeit von Jakob Leupold (1674–1727) als eines Begründers der Ingenieurwissenschaften (Verantwortlich: Lothar Hiersemann). In diesem Zusammenhang wurde erwogen, der Technischen Hochschule Leipzig den Namen „Jakob Leupold“ zu verleihen.[5][6]

## Ehrenamtliche Tätigkeiten
- Gründer und Leiter des Fachausschusses „Prozessrechentechnik“ in der Kammer der Technik Berlin
- VDI/VDE-Gesellschaft Mess- und Automatisierungstechnik (GMA), Düsseldorf und Frankfurt (Main) – als Nationale Mitgliedsorganisation der IFAC, Mitglied des zentralen Beirates der GMA unter dem Vorsitz von Martin Polke
- Deutsche elektrotechnische Kommission (DKE) – Nationale Mitgliedsorganisation der Internationalen Elektrotechnischen Kommission (IEC), CENELEC, Mitglied der Kommission 9: Prozessautomation
- Unternehmerverband Berlin/Brandenburg, Leiter der Kommission Forschung und Technologie.

Für das Bundesministerium für Wissenschaft und Forschung und für den Berliner Senat war er tätig als:
- Gutachter bei der Vergabe von Fördermitteln für die Forschungsförderung auf dem Gebiet der Informationstechnik
- Nationaler Koordinator mehrerer zentraler Forschungsprojekte (z. B. „Intelligente Methodenintegration in der Bioprozesssteuerung“, „Moderne Methoden der Rauchgasentschwefelung“).

Für die Arbeitsgemeinschaft industrieller Forschungsvereinigungen „Otto von Guericke“ (AiF) war er Sondergutachter auf den Gebieten „Automatisierung“ sowie „Mathematische Modellierung“.

## Mitgliedschaften
Balzer ist Mitglied des Leibniz-Instituts für interdisziplinäre Studien (LIFIS), Mitglied des Privat-Instituts zur Förderung der Automatisierung und seit 2006 Mitglied der Leibniz-Sozietät der Wissenschaften zu Berlin.

## Veröffentlichungen
Balzer ist Autor bzw. Mitautor  von 2 Lehrbüchern, 11 Monografien, 160 Fachartikeln sowie diversen Vorträgen auf nationalen und internationalen Tagungen und Kongressen.
- Analyse und Steuerung von Prozessen der Stoffwirtschaft. Gemeinschaftsausgabe des             Akademie-Verlages Berlin und des Deutschen Verlages für Grundstoffindustrie Leipzig, 1971 (Mitglied des Autorenkollektivs, Hrsg.: Klaus Hartmann).
- Nichtlineare Optimierung für Modellierung und Prozesssteuerung – Algorithmen, Programme, Anwendungen.  Akademie-Verlag, Berlin 1976 (mit Klaus Damert, Gunter Reinig).
- Automatische Prozesssicherung in Produktionssystemen. Verlag Technik, Berlin 1983 (mit Frank Baldeweg, Georg C. Brack; Federführender Hrsg.: Gunter Schwarze).
- Prozesssteuerung – Grundlagen der Automatisierung und Steuerung mit Hilfe von Prozessdatenverarbeitungsanlagen. Deutscher Verlag für Grundstoffindustrie, Leipzig 1986, ISBN 978-3-342-00045-7, 2. Auflage 1988, ISBN 978-3-342-00285-7 (mit Peter Metzing, Helmut Reinhardt).
- Wissensspeicher Prozessrechentechnik. Fachbuchverlag, Leipzig 1989, ISBN 978-3-343-00332-7 (Autorenkollektiv, Federführung mit Jürgen Hesse).
- Stabilität verfahrenstechnischer Prozesse und Systeme – Theorie und Anwendungen. Akademie-Verlag, Berlin 1991, ISBN 978-3-05-500763-7.
- Wissensbasierte Systeme in der Automatisierungstechnik. Hanser Verlag, München; Wien 1992, ISBN 978-3-446-16310-2 (als Hrsg. und zusammen mit Volker May, Rainer Müller, Klaus-Peter Schulze; Beiträge von Volkmar Kirbach u. a.).
- Technische, ökonomische und soziale Probleme bei der Automatisierung von Produktionsprozessen. In: Gerhard Banse, Ernst-Otto Reher: Allgemeine Technologie – verallgemeinertes Fachwissen und konkretisiertes Orientierungswissen zur Technologie. 3. Symposium der Leibniz-Sozietät der Wissenschaften zu Berlin und des Instituts für Technikfolgenabschätzung und Systemanalyse des Forschungszentrums Karlsruhe Technik und Umwelt am 12. Oktober 2007 in Berlin. Sitzungsberichte Leibniz-Sozietät der Wissenschaften zu Berlin, Band 99, Jahrgang 2008. Trafo-Verlag, Berlin 2008, ISBN 978-3-89626-759-7.
- Automatisierung – Fluch oder Segen? In: Gerhard Banse, Ernst-Otto Reher: Ambivalenzen von Technologien – Chancen, Gefahren, Missbrauch. Sitzungsberichte Leibniz-Sozietät der Wissenschaften zu Berlin, Band 111, Jahrgang 2012. Trafo-Verlag, Berlin 2008, ISBN 978-3-89626-982-9.
- Die gegenwärtige und zukünftige Rolle der Automatisierungs- und Kommunikationstechnik in der Sicherheitswirtschaft. In: Gerhard Banse, Ernst-Otto Reher: Technik – Sicherheit – Techniksicherheit. Sitzungsberichte Leibniz-Sozietät der Wissenschaften zu Berlin, Band 116, Jahrgang 2013. Trafo-Wissenschaftsverlag Dr. Wolfgang Weist, Berlin 2013, ISBN 978-3-89626-986-7.